# サリッサ
サリッサ（古代ギリシア語: Σάρισα、英語: Sarissa、サリーサ）は、古代マケドニア王国の軍隊で用いられた非常に長い槍。国王ピリッポス2世が、当時（紀元前4世紀半ば）のギリシアで主流となっていたファランクス戦術を自軍に導入するにあたり、戦術と同様に強化・改良した上で採り入れた槍である。
サリッサは材質は弾性の強いセイヨウサンシュユから出来ている

## 特徴

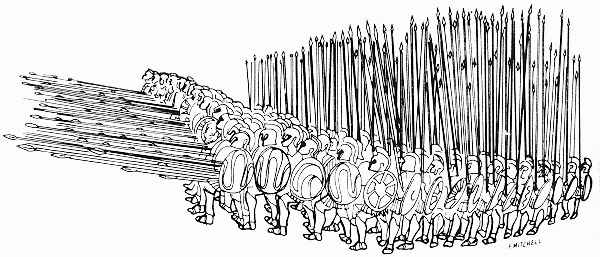
サリーサを構えるマケドニア式ファランクス（想像図）

その頃のギリシアで使われていた槍が2.1- 2.7m程度であったのに対し、サリーサはおよそ4.0- 6.4m（13- 21 ft）と倍以上の長さがあり、敵兵のファランクスに対してより長いリーチを取れた。その上、後ろの兵士の槍もより多く突き出すことができるという優れたものであった。
ギリシアの軍隊で使用されていた槍と同じく、穂先とは反対側の先端に石突（cf.）が付いているが、これは、構えるときに安定を保つためのものであると同時に、槍が折れた際に武器として使用する予備的装備でもあった。